# 694 v.Chr.
Het jaar 694 v.Chr. is een jaartal volgens de christelijke jaartelling.

## Gebeurtenissen

### Babylonië
- De Elamieten veroveren Babylon, Ashur-Nadin-Shumi wordt vermoord.
- De Babylonische edelman Nergal-Ushezib bestijgt de troon van Babylon.

## Overleden
- Ashur-Nadin-Shumi, kroonprins van Assyrië